# 콩그리브 로켓

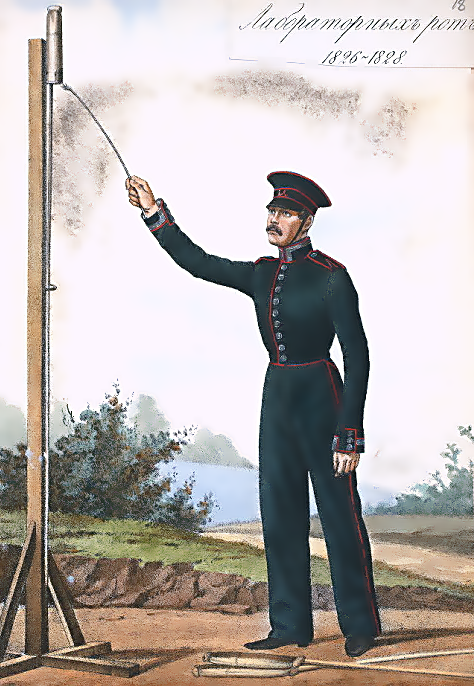

콩그리브 로켓(Congreve rocket)은 영국의 윌리엄 콩그리브(William Congreve)경이 1808년에 설계한 로켓 무기이다.
콩그리브 경은 인도의 마이소르 왕국과 영국의 전쟁에서 인도의 로켓 무기에 큰 피해를 보고 패배한 것을 본 후 영국에 인도 로켓 무기의 견본을 가져와서 이 무기를 개발했다.
이 로켓의 종류는 6, 9, 12, 18, 24, 32, 42, 100, 200, 300 파운드 무게의 로켓이 있으며 같은 무게의 로켓이라도 끝이 뾰족하고 안에는 파편 대신 화약과 석유가 들어 있는 것과 끝이 뭉툭하고 안에 파편과 화약이 들어 있는 것 등 두 가지 종류가 있다.
가장 많이 쓰인 로켓은 32파운드 로켓이고, 최대사거리는 2.7km 정도이다.
콩그리브 로켓은 1807년의 '코펜하겐 전투' 때에 영국군은 박격포와 함께 콩그리브 로켓을 대량 이용하여 덴마크 코펜하겐을 무차별 폭격하고(1807.9.2 ~ 1807.9.5) 항복을 받아 내는 데에 큰 공을 세우기도 하였다.